# Асютченко, Анатолий Александрович
Анатолий Александрович Асютченко (род. 9 июня 1937, Сталинская область) — советский и украинский шахтёр, горный инженер, Заслуженный шахтёр Украины, Герой Социалистического Труда, лауреат Государственной премии Украины.

## Биография
Родился 9 июня 1937 года в Сталинской области.
В 1982 году окончил Донецкий политехнический институт.

## Сочинения
- Асютченко, Анатолий Александрович. Новаторский взнос [Текст]: Из опыта работы передовой бригады: [Рассказ бригадира шахты им. газ. «Соц. Донбасс» произв. об-ния «Донецкуголь»] / А. А. Асютченко; [Лит. запись Н. А. Бондаря]. — Донецк: Донбас, 1978. — 24 с.
- Асютченко, Анатолий Александрович. Резервы роста добычи угля [Текст]: [Шахта им. газ. «Соц. Донбасс»] / А. А. Асютченко, Л. Л. Мордухович, Н. Ф. Шунькин. — Киев: Техніка, 1979. — 69 с.: ил.

## Награды
- Медаль «Серп и Молот»;
- Орден Ленина;
- Орден «Знак Почёта».